# Королёв, Михаил Сергеевич
Михаил Сергеевич Королев (1897, д.Ковалевка, Епифанский уезд, Тамбовская губерния, Российская империя — 24 октября, 1946, Молотовская область, РСФСР, СССР) — советский партийный и государственный деятель. Заместитель председателя Совета Народных Комиссаров Казахской ССР и председатель Госплана Казахской ССР. Нарком текстильной промышленности Казахской ССР. Депутат Верховного Совета Казахской ССР 1 созыва.

## Биография
Михаил Сергеевич Королев родился в 1897 году в деревне Ковалевка Епифанского уезда Тамбовской губернии, в крестьянской семье, впоследствии отец стал рабочим-текстильщиком. 

### Образование
В 1908 году окончил начальную сельскую школу в родной деревне. 
В 1922 году окончил 1,5-годичные пехотные командные курсы в Харькове. 
В 1933 году окончил Московский финансово-экономический институт, получив квалификацию экономиста-финансиста.

### Трудовая и военная деятельность
В начале трудовой карьеры работал учеником в книжном магазине купца Любимова в Москве (1909–1914), затем — чернорабочим на кондитерской фабрике «Эйнем» в Москве (1914–1916).
В мае 1916 года Королев был призван на военную службу и участвовал в Первой мировой войне. 
С 1918 года служил в рядах Красной армии, был командиром взвода на Восточном фронте в составе 30-й стрелковой дивизии. 
После войны продолжил службу, занимая различные должности, в том числе помощника командира роты, командира роты Ташкентской военно-политической школы РККА.

### Партийная и государственная деятельность
Михаил Королев был членом ВКП(б) с 1919 года, принят в партию без кандидатского стажа политотделом 30-й стрелковой дивизии.
С 1926 года Михаил Королев занялся финансовой деятельностью, став инспектором Московского областного финансового отдела, а затем поступил на учебу в Московский финансово-экономический институт.
С 1933 года работал в Казахстане в составе Комитета по заготовкам при Совете Народных Комиссаров (СНК) Казахской ССР, был председателем плановой комиссии Актюбинского облисполкома, а затем и.о. председателя облисполкома (1937–1938). 
В июне 1938 года был назначен председателем Госплана Казахской ССР и одновременно заместителем председателя Совета Народных Комиссаров (СНК) Казахской ССР, занимал эти должности до августа 1939 года . 
С сентября 1939 года по январь 1941 года занимал пост народного комиссара текстильной промышленности Казахской ССР. 
В годы Великой Отечественной войны Королев работал управляющим Актюбинской областной конторой Госбанка СССР. Впоследствии был отозван в распоряжение Госбанка СССР.
Был депутатом Верховного Совета Казахской ССР 1 созыва от Хобдинского избирательного округа № 119 Актюбинской области (1938—1946).
Михаил Сергеевич Королев умер 24 октября 1946 года, по сведениям Молотовского обкома ВКП(б).